# Alsócsóra
Alsócsóra (Csóra, románul Săliștea, 1964-ig Cioara) falu Romániában, Erdélyben, Fehér megyében, az azonos nevű község központja.

## Fekvése
Gyulafehérvártól 27 kilométerre, Szászsebestől 21 kilométerre délnyugatra, a Marosba ömlő hasonnnevű patak mellett terül el. A község területének 40%-a volt erdő, 25%-a szántó, 19%-a legelő és 10%-a rét.

## Nevének eredete
Neve a román cioară ('varjú') szóból származik, amely, valószínűleg személynévi áttétellel, eredetileg patakjára vonatkozhatott. Először 1458-ban az értelmileg megfelelő Warywpathak, 1462-ben pedig mint Csorra alio nomine Warywpathaka néven említették. Két, eredetileg különálló falumagja, Árkos és Dorozsmán nevét azonban korábbi okiratok is őrzik (1310, Olaharcus, 1315, Olaherkes,
illetve 1375, Drasman és 1458, Dorosman). 1848 és 1910 között általában előtag nélkül használták magyar nevét. Korábbi román nevét valószínűleg esztétikai okokból változtatták a maira.

## Története
Két falumagból, Árkos-ból (Archiș) és Dorozsmán-ból (Drejman) fejlődött ki, egyik falurészét még a 20. század elején is Archiș-nak nevezték. A Barcsay család román jobbágyfalva volt a középkortól egészen a 19. századig. Valószínűleg emiatt maradt Fehér, majd Alsó-Fehér vármegye része, holott délnyugati szomszédja, Felkenyér Szászvárosszékhez, a keleti Alsó- és Felsőpián pedig Szászsebesszékhez tartozott. Az 1820-ban határában talált dák ezüst- és aranykincset ma a bécsi Kunsthistorisches Museum őrzi. 1951-ben kivált belőle Mărgineni és Săliștea-Deal.
1880-ban 1562 lakosából 1396 volt román, 26 magyar és 191 egyéb (cigány) anyanyelvű; 1499 ortodox, 30 görögkatolikus és 20 református vallású.
2002-ben 1243 lakosából 1238 volt román nemzetiségű; 1111 ortodox és 120 pünkösdi vallású.

## Látnivalók
- A községháza a 18. századi Barcsay-kúriában működik.
- Ortodox fatemplomát a kórust tartó gerenda felirata szerint 1798-ban építették. Felhasználták hozzá az 1786-ban elpusztított afteiai kolostortemplom és az egykori oláhárkosi templom faanyagának egy részét.

## Híres emberek
- Kolostorában élt Sofronie de la Cioara, az 1759–61-es katolizációellenes ortodox mozgalom vezetője. A kolostort lásd Mărgineni szócikkében.
- Itt halt meg 1806-ban Barcsay Ábrahám költő.
- Itt született 1902-ben David Prodan történész.

## Képek

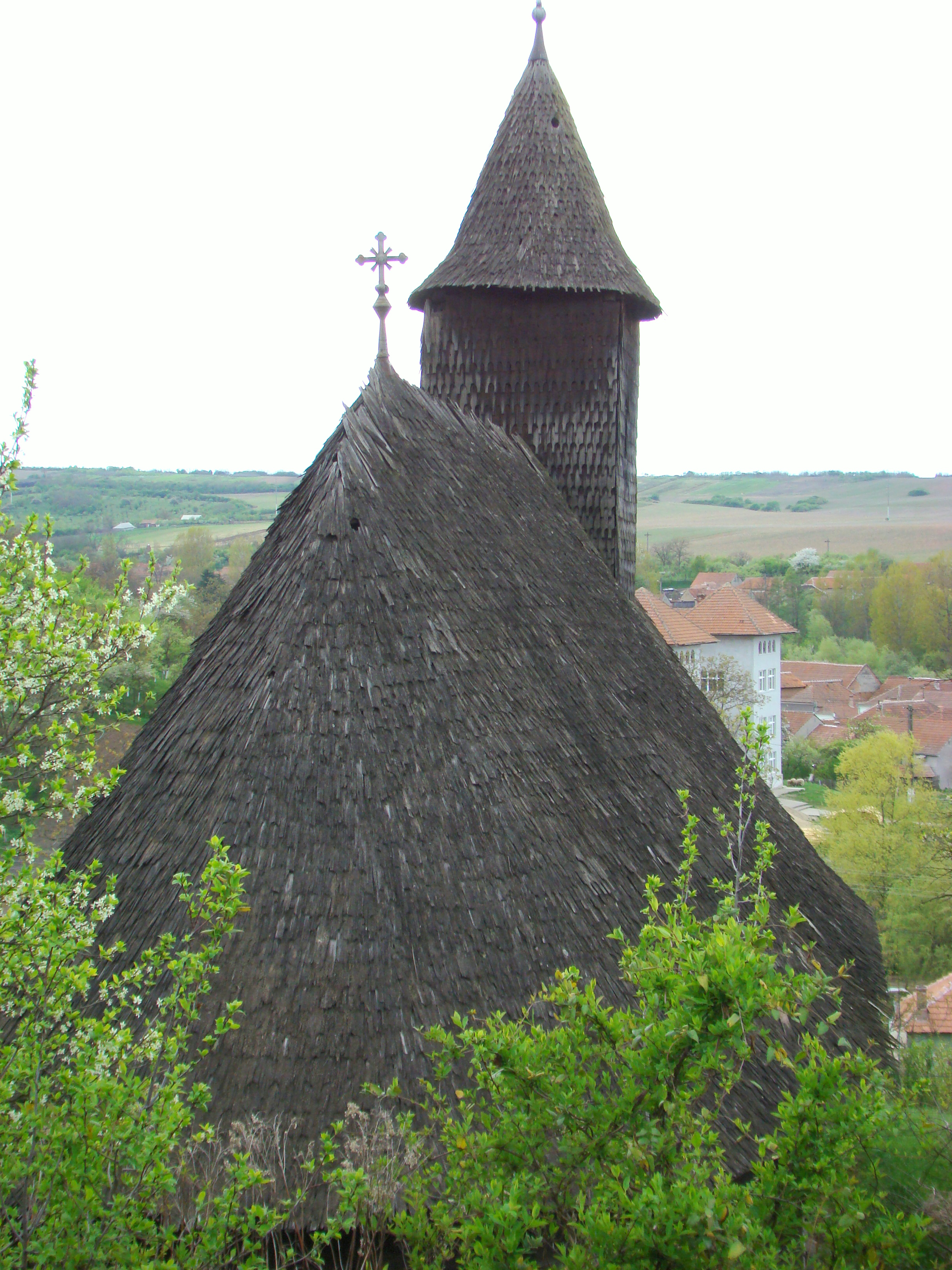
A fatemplom
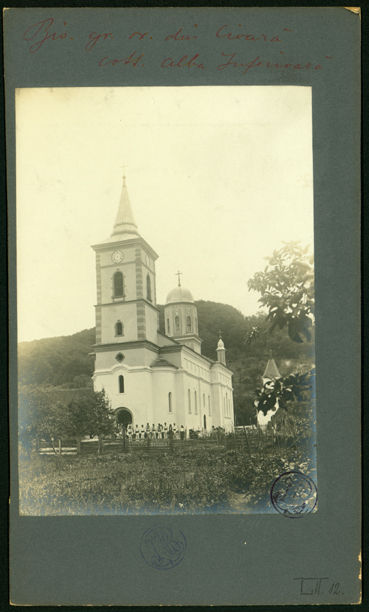
Az új ortodox templom és fölszentelése (Adler Lipót felvétele a 20. század elejéről)
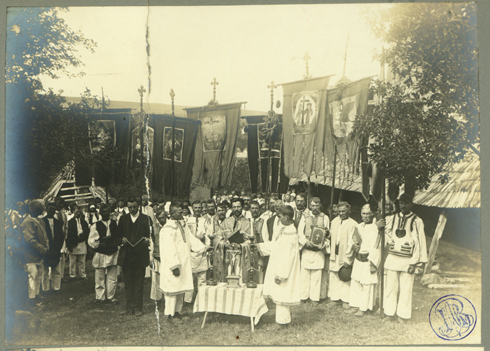